# Áreas protegidas do Panamá

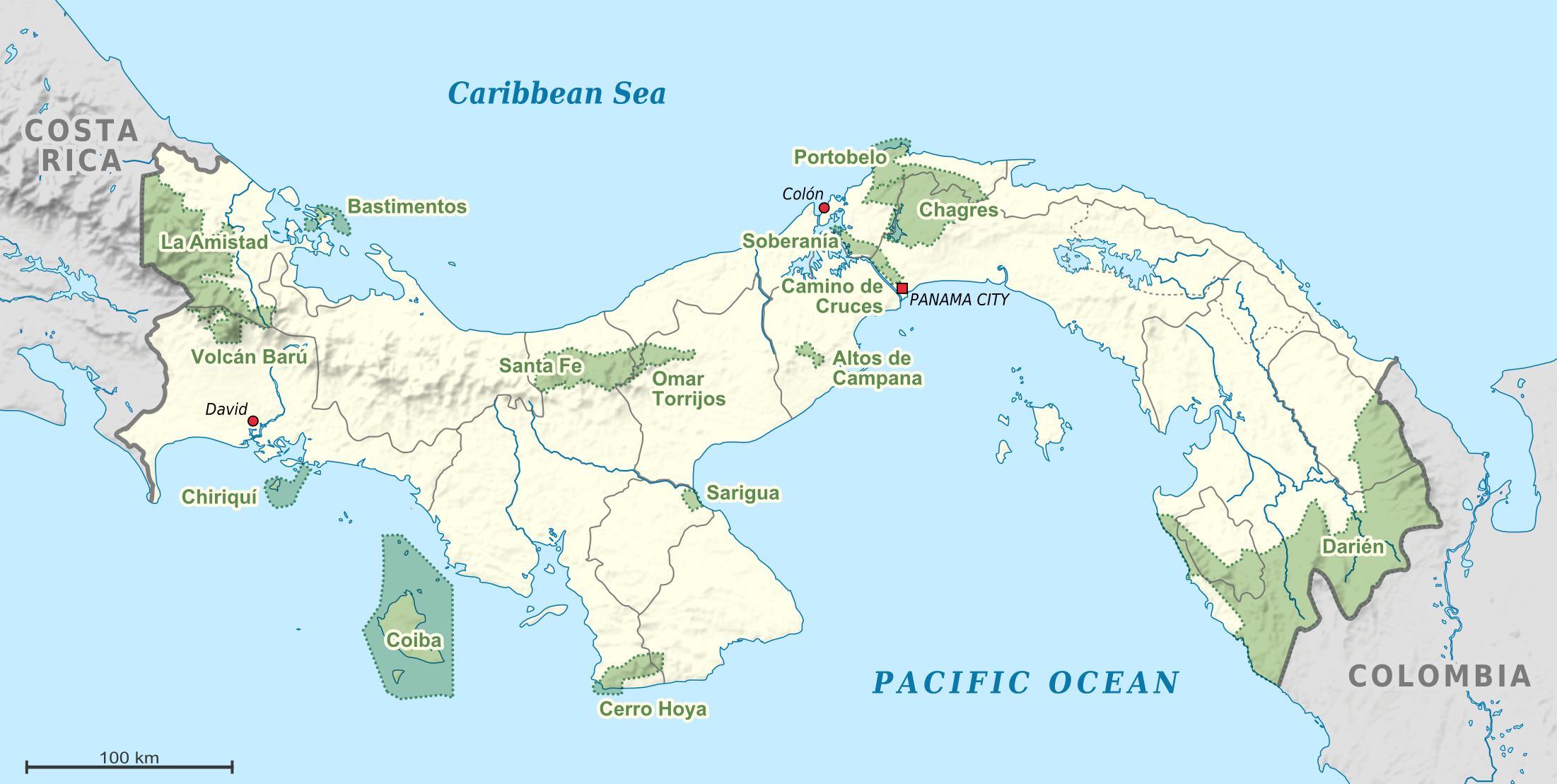
Parques nacionais panamenhos em 2009

## Autoridade Nacional do Ambiente de Panamá (ANAM)
No Panamá, a instituição estatal encarregada de proteger, cuidar e velar pela preservação dos recursos naturais e do ambiente, é a Autoridade Nacional do Ambiente de Panamá (ANAM).

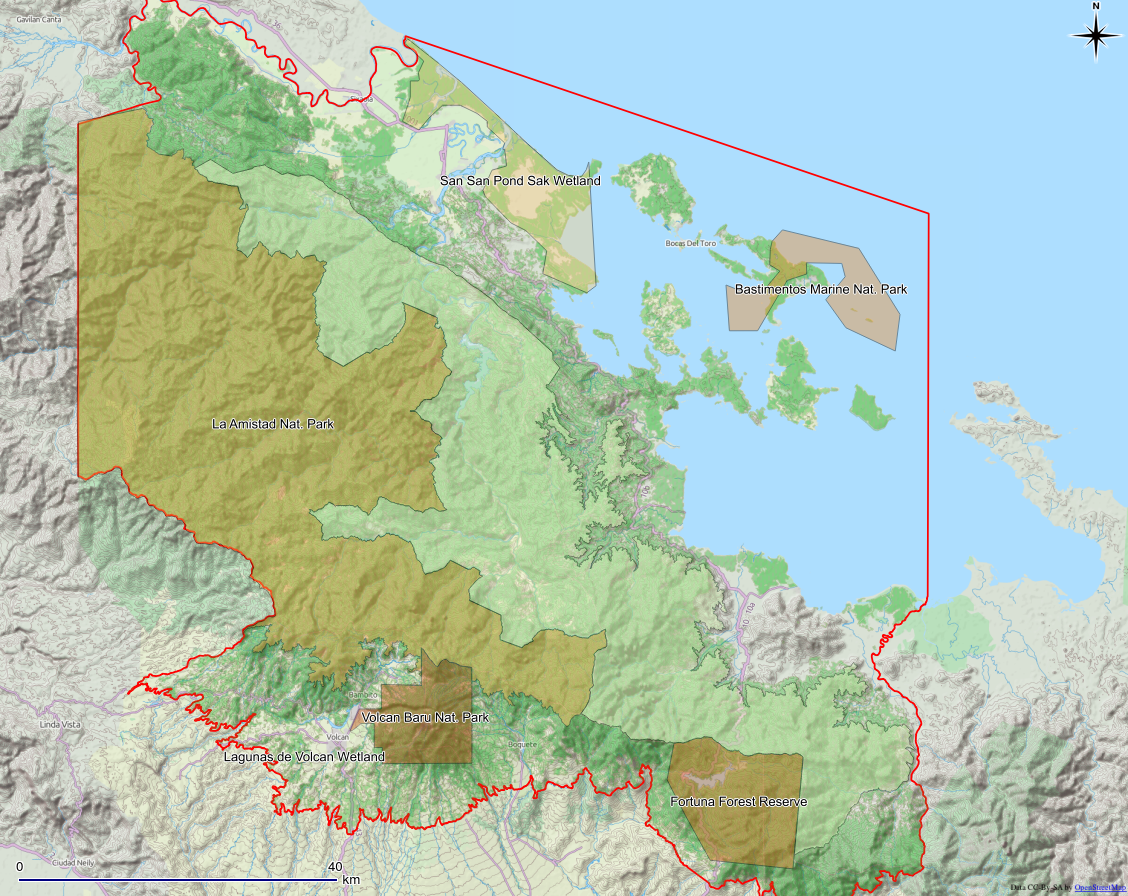
A Reserva da Biosfera La Amistad Panama contém outras sete áreas protegidas em seu interior

Dentro dessa dependência estatal, encontra-se a Direção de Áreas Protegidas e Vida Silvestre, a qual tem como objetivo fundamental "definir, elaborar e implementar políticas e normas de manejo e conservação das Áreas Protegidas, da Vida Silvestre".
Além disso, essa instituição também é encarregada de "Administrar o Sistema Nacional de Áreas Protegidas a fim de que garantir a integridade das mesmas, a prestação dos serviços ambientais e interaja com as comunidades e usuários".

## Categorias
As categorias de áreas protegidas previstas na legislação nacional são:
1. Parque nacional
2. Parque nacional marinho
3. Reserva florestal
4. Reserva hidrológica
5. Reserva natural
6. Monumento natural
7. Refugio vida silvestre
8. Corredor biológico
9. Zona de proteção hidrológica
10. Área recreativa
11. Bosque protector
12. Área silvestre
13. Humedal[2]
14. Reserva da biosfera (programa Homem e Biosfera da UNESCO)